# A Voice in the Dark (pel·lícula)
A Voice in the Dark és una pel·lícula muda dirigida per Frank Lloyd i interpretada per Irene Rich, Ramsey Wallace i Alec B. Francis, entre d'altres. La pel·lícula, basada en l'obra de teatre homònima de Ralph E. Dyar (1919) es va estrenar el 5 de juny de 1921.

## Argument
Adelle Warren es compromet en matrimoni amb el Dr. Sainsbury, propietari d'un sanatori al mateix temps que Blanche, la seva germana gran, ho fa amb el fiscal ajudant del districte Harlan Day. Blanche està en contra del compromís de la seva germana, ja que el doctor va intentar abusar d'ella. L'endemà però el Dr. Sainsbury apareix mort d'un tret a fora del sanatori i les dues germanes són sospitoses de l'assassinat però Harlan Day intenta protegir-les. Els únics testimonis són Joseph Crampton, un home cec, i Mrs. Lydiard, una dona sorda, que resideixen en el sanatori. Crampton aconsegueix reconèixer la veu dels assassins; l'infermera de Mrs. Lydiard, Amelia Ellingham, i el seu còmplice, Chester Thomas. Ella havia estat seduïda i enganyada pel Dr. Sainsbury i ell era un pretendent rebutjat per Adele.

## Repartiment
- Irene Rich (Blanche Walton)
- Ora Carew (Adele Walton)
- Ramsey Wallace (Harlam Day)
- Alec B. Francis (Joseph Crampton)
- Alan Hale (Hugh Sainsbury)
- Gertrude Norman (Mrs. Lydiard)
- William Scott (Chester Thomas)
- Alice Hollister (Amelia Ellingham)
- Richard Tucker (tinent Patrick Cloyd)
- James Neill (Edward Small)